# Mitl Valdéz
Mitl Valdéz Salazar (né le 24 juillet 1949 à Mexico) est un réalisateur, scénariste, producteur et monteur de cinéma mexicain.

## Filmographie

### Comme réalisateur
- 1970 : La Burla
- 1971 : Al descubierto
- 1984 : Tras el horizonte
- 1987 : Los confines
- 1996 : Los vuelcos del corazón

### Comme scénariste
- 1970 : La Burla de lui-même
- 1976 : De todos modos Juan te llamas de Marcela Fernández Violante (es)
- 1977 : Caminando pasos... caminando de Federico Weingartshofer
- 1984 : Tras el horizonte de lui-même
- 1987 : Los confines de lui-même
- 1996 : Los vuelcos del corazón de lui-même

### Comme producteur
- 1996 : Los vuelcos del corazón de lui-même
- 2000 : Rito terminal d'Óscar Urrutia Lazo
- 2001 : Un mundo raro d'Armando Casas (es)
- 2003 : Maiz: experimento invisible d'Eréndira Valle
- 2003 : La casa de las bellas durmientes de Daniela Paasch
- 2003 : El alebrije creador d'Olimpia Quintanilla
- 2003 : La casa de enfrente de Tonatiuh Martínez (de)
- 2003 : Juego de manos d'Alejandro Andrade
- 2003 : En los cuernos de la luna de Mario Viveros

### Comme monteur
- 1970 : La Burla de lui-même
- 1971 : Al descubierto de lui-même
- 1984 : Tras el horizonte de lui-même